# Махалата
Махалата (болг. Махалата) — село в Благоевградской области Болгарии. Входит в состав общины Струмяни. Находится примерно в 10 км к юго-западу от центра села Струмяни и примерно в 49 км к югу от центра города Благоевград. По данным переписи населения 2011 года, в селе  проживало 47 человек, преобладающая национальность — болгары. Село расположено в горном массиве Малешевска-Планина.

## Население
| Год     | 1934 | 1946 | 1956 | 1965 | 1975 | 1985 | 1992 | 2001 | 2011 |
| ------- | ---- | ---- | ---- | ---- | ---- | ---- | ---- | ---- | ---- |
| Жителей | 430  | 517  | 533  | 297  | 187  | 128  | 107  | 75   | 47   |

|  |